# Qamar Aden Ali
Qamar Aden Ali (19 september 1957 – Mogadishu, 3 december 2009) was een Somalisch politicus. Zij was minister van volksgezondheid van Somalië in de overgangsregering. 
Zij is geboren in een klein dorpje buiten Mogadishu. Ze was de derde van elf kinderen. Ze bracht haar jeugd door in Mogadishu, waar ze ook naar school ging en afstudeerde. Ze verhuisde naar Oost-Duitsland om politicologie te studeren. 
Ali kwam samen met zeventien anderen om bij een zelfmoordaanslag tijdens een diploma-uitreiking aan enkele tientallen universiteitsstudenten in een hotel in Mogadishu. Bij deze aanslag kwamen ook Ibrahim Hassan Addow en Ahmed Abdulahi Waaye om.